# White Fox
White Fox Co., Ltd. (株式会社 WHITE FOX Kabushiki Gaisha Howaito Fokkusu) là một hãng sản xuất anime của Nhật Bản được thành lập vào tháng 4 năm 2007 bởi Iwasa Gaku và một số nhân viên cũ từ nhóm OLM Team Iwasa của hãng OLM. Một số tác phẩm thành công nhất của hãng phim là Steins;Gate (2011), Akame ga KILL! (2014) và Re:Zero kara Hajimeru Isekai Seikatsu (2016-nay). 

## Tác phẩm

### Loạt truyền hình
- Tears to Tiara (2009)[3]
- Katanagatari (2010)[4]
- Steins;Gate (2011)[5]
- Jormungand (2012)[6]
- Jormungand: Perfect Order (2012)[7]
- Hataraku Maō-sama (2013)[8]
- SoniAni: Super Sonico The Animation (2014)[9]
- Gochūmon wa Usagi Desu ka? (2014)[10]
- Akame ga Kill! (2014)[11]
- Utawarerumono: Itsuwari no Kamen (2015)[12]
- Gochūmon wa Usagi Desu ka?? (mùa hai, 2015)[13]
- Re:Zero kara Hajimeru Isekai Seikatsu (2016-nay)[14][15][16]
- Sōshin Shōjo Matoi (2016)[17]
- Zero kara hajimeru mahō no sho (2017)[18]
- Shōjo Shūmatsu Ryokō (2017)[19]
- Steins;Gate 0 (2018)[20]
- Goblin Slayer (2018)[21]
- Arifureta Shokugyō de Sekai Saikyō (2019)[22]
- Kono Yuusha ga Ore TUEEE kuse ni Shinchou sugiru (2019)[23]
- Utawarerumono: Futari no Hakuoro (2022)[24]
- Sengoku Youko (2024)[25][26]

### Phim
- Steins;Gate: Fuka Ryōiki no Déjà vu (2013)[27]
- Peacemaker Kurogane: Omou Michi (2018)[28]
- Peacemaker Kurogane: Yuumei (2018)[28]
- Goblin Slayer: Goblin's Crown (2020)[29]

### OVA/ONA/Tập đặc biệt
- Steins;Gate: Oukoubakko no Poriomania (2012)[30]
- DPR: Dual-frequency Precipitation Radar (2013)[31]
- Steins;Gate: Sōmei Eichi no Cognitive Computing (2014)[32]
- Steins;Gate: Kyoukaimenjou no Missing Link - Divide By Zero (2015)[33]
- Utawarerumono: Tusukuru-kōjo no Karei Naru Hibi (2018)
- Re:Zero kara Hajimeru Isekai Seikatsu: Memory Snow (2018)[34]
- Steins;Gate 0: Kesshou Takei no Valentine - Bittersweet Intermedio (2018)[35]
- Re:Zero kara Hajimeru Isekai Seikatsu: Hyōketsu no Kizuna (2019)[36]
- Arifureta Shokugyō de Sekai Saikyō (2019-2020)[37]